# 데니스 프랜즈
데니스 프란츠(Dennis Franz, 1944년 10월 28일 ~ )는 미국의 배우이다.

## 영화
- 어 웨딩
- 퍼펙트 커플 (1979년 영화)
- 드레스드 투 킬 (영화)
- 뽀빠이 (1980년 영화)
- 필사의 추적
- 싸이코 2
- 스카페이스 (1983년 영화)
- 침실의 표적
- 폭주기관차
- 다이하드 2
- 플레이어 (1992년 미국 영화)
- 시티 오브 엔젤

## 텔레비전
- A 특공대
- 뉴욕경찰 24시
- 심슨 가족
- 세서미 스트리트